# Grand Sommartel
Le Grand Sommartel ou le Grand Som Martel est un sommet du massif du Jura culminant à 1 337 m d'altitude.

## Géographie
Le Grand Sommartel se situe dans le canton de Neuchâtel, dans la région Montagnes sur le territoire de la commune de Les Ponts-de-Martel. Il est situé sur un anticlinal qui sépare les villes des Ponts-de-Martel et du Locle.